# Всесвітня виставка 2025
Всесвітня виставка 2025, Expo 2025 (2025年日本国際博覧会, 2025-nen Nippon kokusai hakurankai) — майбутня Всесвітня виставка, організована та схвалена Міжнародним бюро виставок (BIE), яка проходитиме в Осаці, Японія. Вона буде тривати шість місяців у 2025 році: з 13 квітня по 13 жовтня. Це буде третій раз, коли Осака приймає Всесвітню виставку, раніше приймаючи Expo 1970 та Expo 1990. Подія повернеться до традиційних 5- річний цикл планування після Expo 2020 було перенесено на 2021 та 2022 роки через пандемію COVID-19.

## Тема
Тема виставки — «Проєктування майбутнього суспільства для нашого життя» з підтемами «Рятуючи життя», «Розширення можливостей життя» та «Поєднання життів». Тема «Порятунок життів» включає щеплення немовлят, санітарію, спосіб життя (дієта та фізичні вправи) і подовження тривалості життя.

## Конкурс, вибір та ратифікація локації

### Ратифікація
Реєстраційне досьє для японської виставки, що містить детальний план із пропонованими датами роботи (13 квітня — 13 жовтня 2025 року) і попередніми планами, було подано до BIE для перегляду.

### Кандидати
22 листопада 2016 року Франція подала до BIE свою кандидатуру на проведення Всесвітньої виставки Expo 2025 Це перше подання запустило процес торгів для цієї Виставки, відкривши список кандидатів. Усі інші країни, які бажали організувати Всесвітню виставку Expo 2025, повинні були подати свої заявки до 22 травня 2017 року, після чого розпочався етап експертизи проекту.
- Баку, Азербайджан — столиця Азербайджану достроково подала свою кандидатуру під гаслом «Розвиток людського капіталу, побудова кращого майбутнього».
- Осака, Японія — 24 квітня 2017 року Осака подала офіційну заявку на участь у виставці Expo під темою «Проектування суспільства майбутнього для нашого життя».
- Єкатеринбург, Росія — російське місто подало свою кандидатуру 22 травня 2017 року під гаслом «Зміна світу: інновації та краще життя для майбутніх поколінь».

### Відкликані кандидатури
- Франція, яка першою оголосила про свою кандидатуру під гаслом «Ділімося нашими знаннями, піклуймося про нашу планету», відкликала свою кандидатуру 21 січня 2018 року через фінансові проблеми та протести проти президента Еммануеля Макрона.[4]

### Голосування
23 листопада 2018 року на 164-й Генеральній асамблеї BIE відбулося таємне голосування для визначення переможця. Перше голосування присудило 85 голосів Осаці, 48 голосів Єкатеринбургу і 23 голоси Баку, що означало, що Баку вибуло. У другому турі голосування за Осаку було подано 92 голоси, а за Єкатеринбург — 61.

## Павільйони
- Афганістан[6]
- Алжир[6]
- Ангола[6]
- Антигуа і Барбуда[6]
- Аргентина[6]
- Вірменія[6]
- Австралія[6]
- Австрія[6]
- Азербайджан[6]
- Бахрейн[6]
- Бангладеш[6]
- Бельгія[6]
- Беліз[6]
- Бенін[6]
- Бутан[6]
- Болівія[6]
- Ботсвана[6]
- Бразилія[6]
- Бруней[6]
- Болгарія[6]
- Буркіна-Фасо[6]
- Бурунді[6]
- Вануату[6]
- Ватикан[6]
- В'єтнам[6]
- Ємен[6]
- Камбоджа[6]
- Канада[6]
- Центральноафриканська Республіка[6]
- КНР[6]
- Коморські Острови[6]
- Кот-д'Івуар[6]
- Куба[6]
- ДР Конго[6]
- Джибуті[6]
- Домініканська Республіка[6]
- Єгипет[6]
- Сальвадор[6]
- Екваторіальна Гвінея[6]
- Естонія[6]
- Есватіні[6]
- Ефіопія[6]
- Габон[6]
- Гамбія[6]
- Німеччина[6]
- Гана[6]
- Гватемала[6]
- Гвінея[6]
- Гвінея-Бісау[6]
- Гаяна[6]
- Греція[6]
- Гаїті[6]
- Гондурас[6]
- Угорщина[6]
- Замбія[6]
- Зімбабве[6]
- Індія[6]
- Індонезія[6]
- Іран[6]
- Ірландія[6]
- Ізраїль[6]
- Італія[6]
- Японія
- Йорданія[6]
- Казахстан[6]
- Кенія[6]
- Південна Корея[6]
- Косово[6]
- Кувейт[6]
- Киргизстан[6]
- Лаос[6]
- Латвія[6]
- Лесото[6]
- Ліберія[6]
- Литва[6]
- Люксембург[6]
- Мадагаскар[6]
- Малаві[6]
- Малайзія[6]
- Малі[6]
- Мальта[6]
- Маршаллові Острови[6]
- Мавританія[6]
- Маврикій[6]
- Мексика[6]
- Федеративні Штати Мікронезії[6]
- Молдова[6]
- Монако[6]
- Монголія[6]
- Чорногорія[6]
- Мозамбік[6]
- Науру[6]
- Непал[6]
- Нідерланди[6]
- Нігер[6]
- Нігерія[6]
- Ніуе[6]
- Північна Македонія[6]
- Оман[6]
- Пакистан[6]
- Палау[6]
- Палестинська держава[6]
- Панама[6]
- Папуа Нова Гвінея[6]
- Парагвай[6]
- Перу[6]
- Філіппіни[6]
- Польща[6]
- Португалія[6]
- Катар[6]
- Румунія[6]
- Росія[6]
- Руанда[6]
- Сент-Кіттс і Невіс[6]
- Сент-Люсія[6]
- Сент-Вінсент і Гренадини[6]
- Самоа[6]
- Сан-Томе і Принсіпі[6]
- Саудівська Аравія[6]
- Сенегал[6]
- Сербія[6]
- Сейшельські Острови[6]
- Сінгапур[6]
- Словаччина[6]
- Словенія[6]
- Соломонові Острови[6]
- Сомалі[6]
- ПАР[6]
- Південний Судан[6]
- Іспанія[6]
- Шрі-Ланка[6]
- Судан[6]
- Суринам[6]
- Швейцарія[6]
- Китайський Тайбей[7]
- Таджикистан[6]
- Танзанія[6]
- Таїланд[6]
- Східний Тимор[6]
- Того[6]
- Тонга[6]
- Тринідад і Тобаго[6]
- Туніс[6]
- Туреччина[6]
- Туркменістан[6]
- Тувалу[6]
- Уганда[6]
- Україна[6]
- ОАЕ[6]
- Велика Британія[6]
- США[6]
- Уругвай[6]
- Узбекистан[6]
- Фіджі[6]
- Франція[6]
- Чехія[6]

### Міжнародні організації
- Африканський Союз
- Асоціація держав Південно-Східної Азії
- Європейський Союз
- Міжнародний рух Червоного Хреста і Червоного Півмісяця
- Міжнародний сонячний альянс
- Міжнародний експериментальний термоядерний реактор
- Форум тихоокеанських островів
- ООН

## Директори
Директорів виставки було оголошено 23 травня 2019 року. Серед них Хіроюкі Ікеда, Кенго Сакурада, Хірофумі Йосімура (губернатор Осаки) та Ічіро Мацуї (мер Осаки), Хіроюкі Ісіге як генеральний секретар, Хіроюкі Такеучі та Манацу Ічінокі як виконувачі обов'язків заступників генерального секретаря.
Нинішнім головою та директором-представником Японської асоціації для Всесвітньої виставки 2025 року є Масакадзу Токура — голова Федерації бізнесу Японії. З червня 2021 року він є головою та директором-представником Японської асоціації Всесвітньої виставки 2025 року